# Perdita bequaerti
Perdita bequaerti là một loài Hymenoptera trong họ Andrenidae. Loài này được Viereck mô tả khoa học năm 1917.

## Hình ảnh

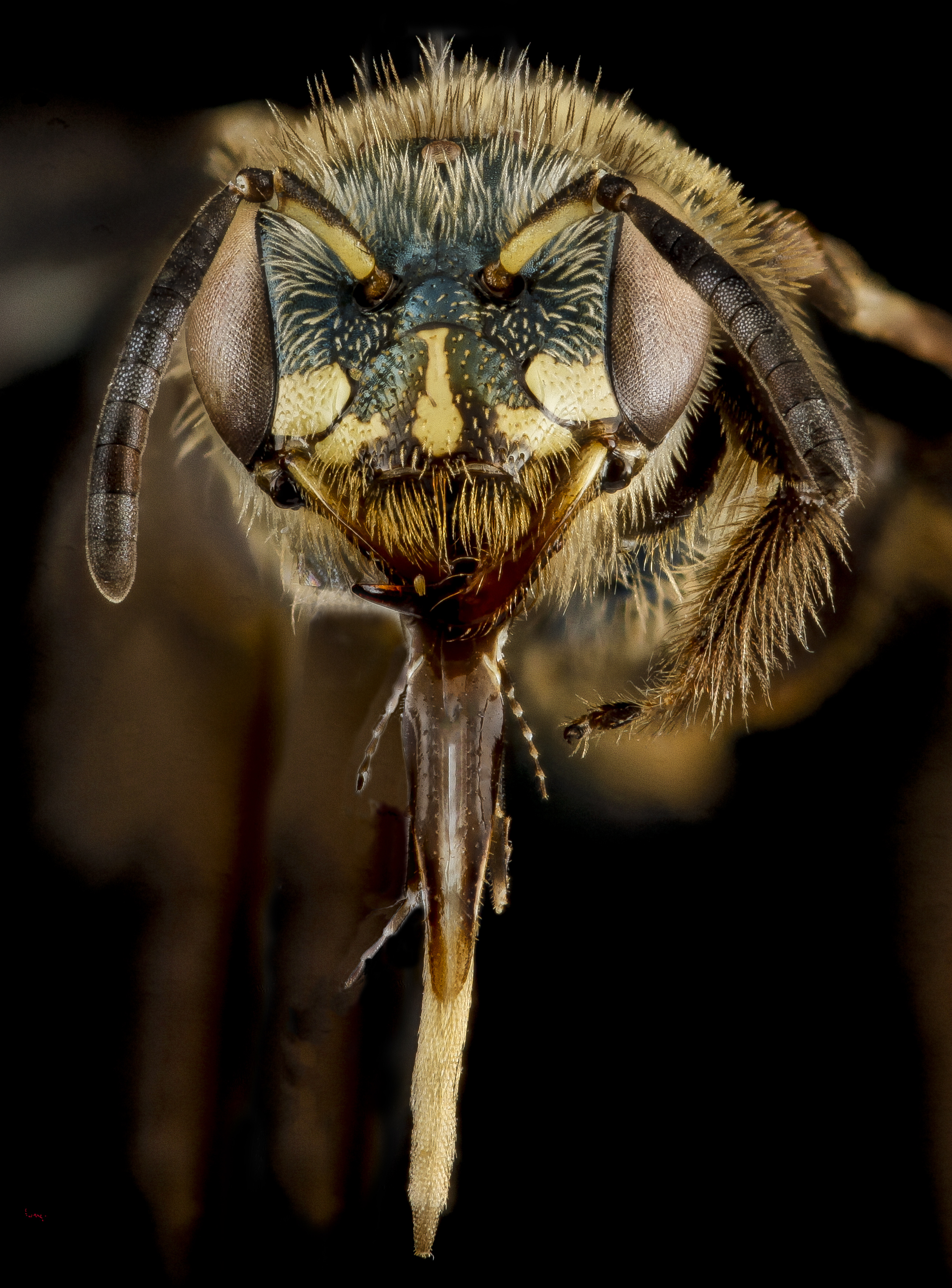